# Meg Whitman
Margaret Cushing Whitman, detta Meg (New York, 4 agosto 1956), è una dirigente d'azienda e politica statunitense, nota per essere stata per due decenni alla guida prima di eBay (dal 1998 al 2008) e poi di Hewlett-Packard. Dal marzo 2018 è stata amministratrice delegata di Quibi sino alla chiusura nell'ottobre 2020.
Whitman ha partecipato alle campagne presidenziali di Mitt Romney (Repubblicano) sia nel 2008 che nel 2012, è stata candidata nel 2010 alla carica di governatore della California come repubblicana, ma ha sostenuto Hillary Clinton nella campagna presidenziale del 2016 e Joe Biden in quella del 2020.
Secondo Forbes, nel 2020 occupa l'80º posto tra le donne più potenti e il 590° nell'elenco dei più ricchi con un patrimonio di 5 miliardi di dollari.

## Biografia
Nata e cresciuta a New York, la Whitman studiò a Princeton e successivamente conseguì un MBA ad Harvard nel 1979. Nello stesso anno trovò lavoro come brand manager presso la Procter & Gamble e successivamente si trasferì a San Francisco per lavorare come consulente della Bain & Company. In quest'azienda la Whitman scalò man mano varie posizioni, fino ad essere nominata vicepresidente anziano.
Nel 1989 divenne vicepresidente della pianificazione strategica alla Walt Disney Company, poi passò ad Hasbro. In quel periodo fu lei ad importare dalla Gran Bretagna negli Stati Uniti lo show per bambini Teletubbies.
Nel marzo del 1998 la Whitman approdò come amministratore delegato ad eBay, che all'epoca aveva solo trenta dipendenti e quattro milioni di fatturato. Dopo molti cambiamenti e una rivoluzione totale della società, la Whitman riuscì a renderla un colosso mondiale; quando lei lasciò il posto dopo dieci anni di gestione, eBay aveva quindicimila impiegati e oltre otto miliardi di fatturato. Successivamente la Whitman continuò ad essere attiva nel mondo degli affari, come membro di vari consigli di amministrazione e nel frattempo si occupò della gestione della Griffith R. Harsh IV and Margaret C Whitman Charitable Foundation, una fondazione privata a scopo benefico che aveva creato con suo marito nel 2006.
Da sempre sostenitrice di Mitt Romney e del Partito Repubblicano, nel 2009 la Whitman annunciò il proprio ingresso in politica e si candidò alla carica di governatore della California. La sua campagna elettorale fu quasi totalmente autofinanziata e venne stimato che la Whitman spese circa 140 milioni di dollari di tasca propria. Sebbene la Whitman fosse una candidata valida e l'elezione sembrasse molto combattuta, alla fine la donna venne sconfitta dal candidato democratico Jerry Brown con un margine di scarto pari a tredici punti percentuali.
Dopo l'esperienza politica poco produttiva, la Whitman tornò al mondo degli affari e nel gennaio del 2011 entrò a far parte del consiglio di amministrazione di Hewlett-Packard. A settembre dello stesso anno venne nominata amministratore delegato della compagnia dopo il licenziamento di Léo Apotheker.
Lascia Hewlett-Packard nel gennaio 2018 per assumere due mesi più tardi, in marzo, l'incarico di amministratore delegato di Quibi, la nuova piattaforma streaming con contenuti originali pensati appositamente per gli smartphone. Il progetto, sostenuto da Jeffrey Katzenberg, già presidente della Disney Studios, rappresenta una scommessa da 2 miliardi di dollari, metà già raccolti (tra gli investitori Goldman Sachs, JP Morgan e le major hollywoodiane (Disney, 21Century Fox, Sony Pictures, Nbc Universal, At&t Warner Media, MGM) oltre alla cinese Alibaba. Il debutto nell'aprile 2020, sei mesi più tardi, in ottobre, la chiusura.

## Premi e riconoscimenti
Per il suo operato Meg Whitman ha ricevuto diversi riconoscimenti ed è spesso comparsa nelle classifiche delle persone più potenti o ricche del mondo stilate da giornali e riviste importanti nel settore come il Financial Times e Fortune. La rivista Forbes l'ha inclusa più volte nella sua lista delle 100 donne più potenti del mondo: nel 2004 era al 51º posto, nel 2005 al 5º posto, nel 2006 e nel 2007 al 22º posto, nel 2010 al 47°, nel 2012 al 18º e nel 2013 al 15º. Nel 2008 il New York Times la incluse nell'elenco delle donne che un giorno potrebbero divenire presidente degli Stati Uniti d'America.
Nel 2007 viene intitolato a suo nome il Whitman College, un college residenziale completato proprio quell'anno alla Princeton University dopo la sua donazione di 30 milioni di dollari. Nel 2017 riceve una laurea honoris casa dalla Carnegie Mellon University.

## Vita privata
Whitman è sposata con Griffith Harsh IV, un neurochirurgo presso la Stanford University Medical Center. Hanno due figli e vivono ad Atherton, in California.